# Pseudepipona postica
Pseudepipona postica är en stekelart som först beskrevs av Herrich-Schäffer.  Pseudepipona postica ingår i släktet Pseudepipona och familjen Eumenidae. Utöver nominatformen finns också underarten P. p. punctatissima.